# もりおかしんいち
もりおか しんいち（本名:森岡 慎一、1972年3月25日 - ）は、兵庫県神戸市出身の男性イラストレーター。

## キャラクターデザイン

### ビデオゲーム
- ザ・キング・オブ・ファイターズ'94

オリジナルキャラクターデザイン、OP, ED、勝利演出含む演出画面原画、HEAVY D!ドットモデル作成、一部背景キャラ作成
- ザ・キング・オブ・ファイターズ'95

オリジナルキャラクターデザイン、OP, ED、勝利演出画面、セレクト画面含む演出画面原画とカラリング、一部背景キャラ作成

## イラストレーション
- TVザウルス（光文社）
- 堕落天使（彩京）
- ゲーム批評　マイクロマガジン
- PILOT KIDS（彩京）
- ハイブリッドヘブン（コナミ）
- デビルマン・イラストレーションズ（講談社）
- 劇-PSY-U-CHIC（劇団☆新感線）
- 今、そこにいる僕（パイオニアLDC）
- アニムンサクシスTCG （エンターブレイン）
- SFバカ本〈人類復活篇〉 大原まり子・岬兄悟編（メディアファクトリー）
- WONDERFUL WORLD （美術出版社）
- 魔界水滸伝（角川春樹事務所）